# Who Wants to Be a Millionaire?
Who Wants to Be a Millionaire? (англ. «Хто хоче стати мільйонером?»), також відомий як Millionare — міжнародний формат телевізійної вікторини, заснований на ідеї однойменного телешоу британського телеканалу ITV, створеної Девідом Бріггсом, Майком Вайтгіллом і Стівеном Найтом. Ліцензія на гру належить Sony Pictures Television. У грі учасник може виграти великий грошовий приз, вірно відповідаючи на питання з вибором варіантів відповідей: чим більше приз, тим вище складність питання. У більшості випадків максимальний приз — 1 млн грошових одиниць тієї країни, де виходить шоу.
Оригінальна британська версія вийшла вперше 4 вересня 1998 року в ITV: беззмінним ведучим шоу був Кріст Таррант аж до останнього випуску 11 лютого 2014 року. 5 травня 2018 року відновився показ шоу на британському телеканалі ITV, у зв'язку зі святкуванням 20-річчя від дня першого виходу оригінальної версії «Мільйонера» в ефір. Замість Кріса Таррента, новим ведучим телегри став відомий у всьому світі британський журналіст, телеведучий і шоумен Джеремі Кларксон.
Всього гра була локалізована більш ніж в 160 країнах світу. Унікальністю гри є те, що за один раз виступає тільки один учасник, і тут ставка робиться не на швидкість відповідей, а на вдумливість гравця. У більшості випадків гравець не обмежений за часом при виборі відповіді на питання: до того, як він дав остаточну відповідь, він може забрати виграні до того моменту гроші, якщо сумнівається у виборі відповіді. В Україні існувало три версії передачі — Перший мільйон, що транслювалася на телеканалі 1+1 з 2000 по 2005 роки, а також Мільйонер — Гаряче крісло, що виходила на телеканалі Інтер 2011 року, та з цією назвою, що транслювались на каналах ICTV та ICTV2 у 2021 та 2024 роках.

## Правила гри
З обмеженого числа учасників, що пройшли відбір на шоу, необхідно вибрати того, хто візьме участь у самій грі. Попередньо учасники грають відбірковий тур, який в британській версії називається «Fastest Finger First» (англ. «Спочатку найшвидший палець»), а в американській — «Fastest Finger» (англ. «Найшвидший палець»). Їм задається питання з чотирма відповідями, і ці відповіді необхідно розставити в правильному порядку. У перших випусках британської версії і випусках австралійської версії до 2003 року учасники повинні були дати правильну відповідь на питання з чотирма варіантами відповідей. Коли всі учасники давали відповіді, ведучий оголошував правильну відповідь. Той кандидат, хто справлявся із завданням швидше за всіх і правильно, мав право виступити в самій грі (інші чекали своєї черги в рамках ефірного часу). Якщо ж відразу кілька учасників справлялися за однаковий час, то розігрувалось ще одне питання між ними за тими ж правилами. Якщо ніхто не давав вірної відповіді на питання, то ведучий ставив нове питання по тим же правилам.
Учаснику гри задаються питання по зростаючій складності зі зростаючим виграшем. На кожне питання даються чотири варіанти відповіді A, B, C і D, з яких тільки один є правильним. На перших чотирьох або п'яти питаннях варіант D є невірним і часто жартівливим, щоб повеселити глядачів і учасника. За кожну правильну відповідь учасник отримує певну суму грошей. У більшості випадків час на обдумування не обмежений, і учасник може не поспішати з відповіддю. Починаючи з шостого питання ведучий буде періодично запитувати гравця: «Це ваша остаточна відповідь?», щоб переконатися, що можна прийняти запропонований варіант відповіді. Як тільки гравець підтвердить це, відповідь буде прийнята і не зможе бути змінена. Суми на певних ділянках грошового дерева гри зростають у геометричній прогресії..
Побачивши питання, гравець відразу побачить чотири варіанти відповідей. Поки він не дав остаточної відповіді, він може забрати виграні гроші. Якщо він дасть неправильну відповідь, то втратить всі гроші, крім незгораємої суми. Суми в 1 тисячу на 5-му питанні і 32 тисячі на 10-му питанні — не згорають, і якщо гравець заробить якусь із цих сум, то в разі невірної відповіді збереже її. Так, тисячу він збереже при помилці з 6-го по 10-те питання; 32 тисячі — при помилці з 11-го по 15-й питання (на 6-му і 11-му питанні він взагалі нічим не ризикує). Якщо ж гравець помилиться на питанні з 1-го по 5-й, то піде з гри ні з чим. Гра завершиться для гравця, якщо він забере виграні гроші, дасть невірну відповідь або зможе відповісти вірно на всі питання.

## Формати гри

### Історія формату
Формат шоу розробили Девід Бріггс, Стівен Найт та Майк Вайтгілл у вигляді низки рекламних ігор для ранкового шоу Кріса Террента на радіо Capital FM з робочою назвою «Грошові гори». Оригінальна телевізійна версія програми з назвою «Хто хоче стати мільйонером?» англ. Who Wants to Be a Millionaire? постала у Великій Британії 4 вересня 1998 року.
Ведучим з початку існування вікторини був Кріс Террент.
Назва «Хто хоче стати мільйонером?» походить від однойменної пісні Коула Портера написаної 1956 року для фільму Вище товариство, яку заспівали Френк Сінатра та Селеста Холм.
У 2002 році в США ввели syndicated-версію, де скасували відбірковий тур і скоротили загальну тривалість випуску до 30 хвилин. Учасник займав крісло гравця відразу ж після відходу попереднього гравця: відтепер відбори учасників проводилися на аудіюванні і ускладнювалися. Для випусків так званого «Супер-мільйонера» відбірковий тур повернули і головний приз збільшили в розмірі до 10 мільйонів доларів. Також відбірковий тур повернувся в 2009 році для ігор 15-річчя гри в США. Пізніше в іграх, які проводилися в Австралії, Італії, Туреччини, та Франції, був скасований також відбірковий тур спочатку тільки для знаменитостей, а потім і для інших учасників. 

### Варіації гри
У різних країнах правила гри змінювали, та на сьогодні у світі існує кілька форматів цього шоу. Так само правила гри у багатьох країнах є комбінаціями різних форматів:

#### Класичний формат
У грі є 15 запитань (з 1-го по 5-е — жартівливі, з 6-го по 10-е — середньої складності, з 11-го по 15-е — складні), дві неспалимі суми (які гравець одержує за правильні відповіді на 5-е та 10-е запитання) та три підказки: 50:50, Допомога залу та Допомога друга. Використовувався в Україні з 10 листопада 2000 року по 17 грудня 2005 року.
Країна-винахідник:  Велика Британія

#### Формат з 11-ма запитаннями
У грі замість 15 запитань усього 11: 1-е — жартівливе, з 2-го по 6-е — середньої складності, з 7-го по 11-е — складні. Тепер використовується тільки в Австралії.
Країна-винахідник:  Австралія

#### Формат з 16-ма запитаннями
Повторює класичний формат, за винятком того, що переможцеві пропонується відповісти на додаткове, 16-е запитання, що належить до категорії складних. Якщо гравець відповідає правильно, він одержує головний приз, збільшений у декілька разів, а якщо хибно — одержує або другу неспалиму суму, або головний приз. Отак, у грі 16 запитань: з 1-го по 5-е — жартівливі, з 6-го по 10-е — середньої складності, з 11-го по 16-е — складні.
Країна-винахідник:  Австралія

#### Формат з 12-ма запитаннями
Дуже нагадує формат з 11-ма запитаннями, тільки тут два легкі запитання (а не одне, як у першому). Отже цей формат має — 12 запитань: 1-е та 2-е — жартівливі, з 3-го по 7-е — середньої складності, з 8-го по 12-е — складні.
Країна-винахідник:  Велика Британія

#### Ризиковий формат
У цьому форматі пропонується на вибір два варіанти гри — «два дерева». Правила першого варіанту аналогічні до класичного формату. У другому варіанті друга неспалима сума (за 10-е запитання) є відсутньою, проте гравцеві, окрім трьох стандартних підказок, пропонується якась четверта. Використовується, зокрема, у Росії, тільки там гравець може сам визначати місце єдиної неспалимої суми (з 1-го по 14-е запитання).
Країна-винахідник:  Німеччина

#### Формат гри на час
У цьому форматі гравець має давати свої відповіді за визначений час після того, як ведучий прочитає запитання. Якщо гравець не встигає дати свою відповідь за встановлений час, це дорівнюється або до хибної відповіді, або до забиранню грошей. На останніх п'яти запитаннях час може не обмежуватися, і тоді гра на цьому етапі відбувається аналогічно до класичного формату. На останньому етапі гравцеві може пропонуватися бонус «банк часу» — до встановленого правилами часу додається весь час, невитрачений на попередніх запитаннях.
Країна-винахідник:  США

#### Формат «Гаряче крісло»
У цьому форматі грають командою з 6 осіб, однак при цьому — кожен сам за себе та приз у підсумку дістає тільки один. За допомогою відбіркового туру визначається місце кожного гравця у черзі, та перший стає до гри. Якщо гравець відповідає правильно — він продовжує грати, якщо хибно — покидає гру, а його заступає наступний у черзі гравець команди. Також за хибної відповіді гравця головний приз знижується на 1 рівень. У грі є тільки одна неспалима сума — за 5-е запитання, а також тільки одна підказка — «Пас», яка дозволяє поступитися місцем («гаряче крісло») іншому гравцеві, а самому піти у кінець черги, проте залишитися у грі. Підказка може бути використана до 6 разів за гру — по одному разу кожним гравцем. З 15 лютого по 13 серпня 2011 року такий формат використовувався в Україні.
Країна-винахідник:  Норвегія

#### Формат перемішаних сум
У цьому форматі 14 запитань: з 1-го по 5-е — жартівливі, з 6-го по 10-е — середньої складності, з 11-го по 14-е — складні. Родзинка формату в тому, що суми з 1-го по 10-е запитання випадково, та, на відміну від решти форматів гри, суми за правильні відповіді не заміняються, а сумуються та додаються у «банк». Забрати на цих етапах можна тільки половину «банку». Гравець має три підказки: «Допомога залу» та два «стрибки» (jumps) — при використанні цієї підказки гравець не відповідає на пропоноване запитання та переходить до наступного, проте й грошей за «перестрибнуте» не одержує. З 11-го по 14-е запитання гра у цілому аналогічна до класичного варіанту, однак якщо гравець зберіг до цього етапу обидва «стрибки», вони згорають, а гра розпочинається одразу з 13-го запитання. Також у грі є неспалимі суми: перша дається гравцеві на самому початку гри, але не додається у банк. Гравець дістає її, тільки якщо хибно відповість на одне з запитань 1-10. Друга неспалима сума також фіксована, гравець одержує її, якщо помилиться на одному з запитань 11-14. Тепер використовується тільки у США.
Країна-винахідник:  США

## Нагороди
У 2000 році Британський інститут кіно включив британську версію гри в рейтинг 100 найкращих передач в історії британського телебачення (гра зайняла 23-тє місце). Роком раніше програма була удостоєна премії British Academy Television Awards як найкраща розважальна програма, а з 2002 по 2005 роки отримувала National Television Awards як найкраща телевікторина.
Американська версія нагороджена двома преміями «Еммі» в номінації «Найкраща денна телегра» в 2000 і 2001 роках. У 2001 році TV Guide включив американську версію в список 50 найбільших телевікторин (7-е місце), а в 2013 році під час складання нового списку з 60 найкращих підняв на 6-е місце. У серпні 2006 року GSN зазначив американську версію під номером 5 в рейтингу 50 кращих телеігор, а в січні 2007 року включив в «Залу слави телеігор».